# Chotiw
Chotiw (ukr. Хотів, hist. pol. Chotów) – wieś na Ukrainie, w obwodzie kijowskim, w rejonie obuchowskim, w hromadzie Feodosijiwka. W 2001 liczyła 4737 mieszkańców, spośród których 4570 wskazało jako ojczysty język ukraiński, 137 rosyjski, 7 białoruski, 12 ormiański, 2 polski, a 9 inny.